# Słoboda Teofipólka
Słoboda Teofipólka (ukr. Слобода-Теофіпольська) – przystanek kolejowy pomiędzy miejscowościami Słoboda Złota oraz Teofipólka, w rejonie tarnopolskim, w obwodzie tarnopolskim, na Ukrainie. Położony jest na linii Tarnopol – Stryj.

## Historia
Stacja kolejowa powstała w okresie przynależności tych terenów do Austro-Węgier. Przebudowana do przystanku w czasach sowieckich.